# Гудрун Енслін
Гу́друн Е́нслін (нім. Gudrun Ensslin; нар. 15 серпня 1940, Бартоломе, Баден-Вюртемберг, Німецька імперія — пом. 18 жовтня 1977, в'язниця Штаммгайм, Штутгарт, Федеративна Республіка Німеччина) — західнонімецька терористка, одна із співзасновників і лідерів ліворадикальної терористичної організації «Фракція Червоної Армії» (RAF).

## Життєпис

### Раннє життя
Народилася 15 серпня 1940 року у громаді Бартоломе в землі Баден-Вюртемберг у сім'ї пастора Євангельської церкви Гельмута Енслін і була четвертою з семи його дітей.
Енслін була добре вихованою дитиною, добре вчилася в школі, із задоволенням працювала з протестантськими дівчатами-скаутами, а також займалася парафіяльною роботою, наприклад, організовувала вивчення біблії. У її родині часто обговорювали соціальну несправедливість у світі, через що, вірогідно, вона була чутливою до соціальних проблем у Західній Німеччині та світі в цілому.
У віці вісімнадцяти років Енслін провела рік у США, навчаючись у середній школі у Воррені, штат Пенсільванія. Закінчивши школу у 1959 році з відзнакою, Енслін повернулася додому і отримала повну середню освіту.
Як і її партнер Бернвард Веспер, з яким вона познайомилися у 1962 році, та інші члени «Фракції Червоної армії» (нім. Rote Armee Fraktion — RAF), зокрема Ульріка Майнгоф і Горст Малер, Енслін мала відмінні результати на іспитах і отримала стипендію на навчання від Німецького національного академічного фонду. Навчаючись у Тюбінгенському університеті, вона вивчала педагогіку, англійську мову та германістику.
Під час навчання, разом з двома іншими студентами, Енслін і Веспер організували студентську майстерню нової літератури, що призвела до заснування невеличкого видавничого бізнесу під назвою «Студія нової літератури» (нім. Studio neue Literatur). Першою надрукованою книгою видавництва стала антологія віршів проти атомної зброї за участю видатних поетів з усіх німецькомовних країн, а також двомовне видання віршів Герардо Дієго.
У 1963 та 1964 роках Енслін отримала диплом вчительки початкової школи. Влітку 1964 року пара переїхала до Західного Берліна, де Енслін почала роботу над дисертацією про німецького прозаїка і драматурга Ганса Генні Янна.

### Терористична діяльність
У 1965 році молодша сестра Енслін Йоганна вийшла заміж за Гюнтера Машке, на той час революційного поета-марксиста і члена ситуаціоністської інтернаціональної групи «Підривна акція», до якої входив і Руді Дучке. Пізніше Машке став провідним консервативним антидемократичним інтелектуалом і коментатором робіт Карла Шмітта.
Того ж року Енслін і Веспер заручилися, щоб одружитися і на той час обоє були активними демократами і мали добре оплачувану роботу в Соціал-демократичній партії Німеччини. Подружжя разом виходило на демонстрації проти нових законів про безпеку, війни у В'єтнамі, виставки озброєнь союзних держав, а також за право на демонстрації. Веспер покинув навчання, жадібно читав і в 1966 році з групою друзів опублікував серйозну і важливу серію брошур і книжок у м'якій обкладинці під назвою «Памфлети Вольтера» (нім. «Voltaire Flugschriften»). У травні 1967 року Енслін народила від Веспера сина Фелікса.
Влітку 1967 року Енслін познайомилася з Андреасом Баадером, з яким незабаром зав'язала стосунки. Баадер опинився в Берліні у 1963 році, переїхавши туди аби уникнути постійних проблем з системою правопорядку Мюнхена, а також призову до армії. Баадер, що то потрапляв до місць ув'язнення, то виходив з них, незабаром став супутником всього життя Енслін.
У лютому 1968 року вона розлучилася з Веспером по телефону, повідомивши йому, що їх стосунки закінчилися ще до народження Фелікса, який після розлучення батьків переїхав до батька після арешту Енслін на початку квітня того ж року. З ініціативи Гудрун, у вересні 1969 року права Веспера на дитину були обмежені і Фелікса передали прийомним батькам. У травні 1971 року Бернвард Веспер наклав на себе руки в психіатричній лікарні.

#### Підпал універмагів
У червні 1967 року Енслін взяла участь у протестах проти іранського шаха Пахлаві під час його візиту до Німеччини. Хоча західні уряди розглядали шаха як реформатора, його режим також критикували за утиски, жорстокість, корупцію та марнотратство. Під час мирної, але несанкціонованої демонстрації в Берлінській опері між прихильниками та противниками шаха спалахнули бійки, а беззбройний протестувальник на ім'я Бенно Оннесорг був смертельно поранений у потилицю поліцейським. 
Хоча поліцейський, Карл-Хайнц Куррас, був викритий у 2009 році як «кріт» східнонімецької служби державної безпеки Штазі в поліції Західного Берліна, Енслін засудила Західну Німеччину як фашистську поліцейську державу на зустрічі Соціалістичного німецького студентського союзу (нім. Sozialistischer Deutscher Studentenbund).
Куррас був звинувачений у ненавмисному вбивстві і виправданий на підставі самооборони 23 листопада 1967 року, що викликало подальше обурення громадськості. Зрештою справа про вбивство простестувальника пішла на спад, що розлютило Баадера і Енслін. На початку 1968 року вона зовсім покинула Веспера з дитиною і разом з Баадером і Торвальдом Проллом вирішила боротися проти системи. Близько 20 березня вони залишили Західний Берлін і вирішили влаштувати підпали універмагів у Франкфурті-на-Майні, де саме відбувався конгрес Соціал-демократичної німецької профспілки студентів. Разом з Горстом Зонляйном група вирушила до Франкфурта 1 квітня.
2 квітня 1968 року Баадер разом з Гудрун Енслін і ще двома спільниками встановили запалювальні пристрої у двох універмагах. Внаслідок підпалів завдано збитків майже на 675 тисяч німецьких марок, при цьому ніхто не постраждав. Згодом заарештовані, вони назвали причиною злочину протест проти «байдужості громадськості до геноциду у В'єтнамі».
31 жовтня 1968 року Енслін і її спільники були засуджені до трьох років тюремного ув'язнення кожен, але в червні 1969 року звільнені до розгляду апеляції. 4 лютого 1970 року прохання про помилування відхилили, і в листопаді Енслін разом з Баадером втекли. Вивезені симпатиками, вони здійснили подорож лівими громадами Франції, Швейцарії та Італії, а потім з ініціативи їхнього адвоката Горста Малера в лютому 1970 року таємно повернулися в Західну Німеччину, де переховувалися на квартирі в журналістки Ульріки Майнгоф.

#### Фракція Червоної армії
4 квітня 1970 року Баадер був затриманий в Берліні за перевищення швидкості дорогою на зустріч із торговцем зброєю, підлаштовану агентом Федерального управління із захисту конституції Петером Урбахом. Він пред'явив фальшиві водійські права на ім'я письменника Петера Хотєвіца, але все одно був заарештований, оскільки не зміг відповісти на особисті запитання про імена на вік дітей Хотєвіца.
Вже наступного місяця Баадер вчергове здійснив втечу за планом, розробленим Енслін. Разом із журналісткою Ульріке Майнгоф і адвокатом Баадера, вони уклали фальшиву «книжкову угоду». Майнгоф заявила, що збирається писати разом із Баадером книжку «Організація маргінальної молоді» і попросила про зустріч з Баадером. За кілька тижнів, у травні 1970 року, йому дозволили зустрітися з нею в бібліотеці Берлінського центрального інституту за межами в'язниці — без наручників, але у супроводі двої озброєних охоронців. Під час зустрічі до бібліотеки увійшли інші члени RAF — Ірен Гергенс та Інгрід Шуберт, що мали при собі валізи зі зброєю. Потрапивши до бібліотеки, вони відкрили двері для третього терориста, озброєного пістолетом чоловіка в масці, і відкрили вогонь, внаслідок якого важко поранили 64-річного бібліотекаря. Баадер, нападник у масці та жінки, включно з Ульрікою Майнгоф, втекли через вікно.
Звільнення Баадера поклало початок активній діяльності «Фракції Червоної Армії», названої в пресі «групою Баадера-Майнгоф», а Енслін стала однією з найбільш розшукуваних осіб у Німеччині.
Після звільнення Енслін і близько 20 членів RAF здійснили поїздку до Йорданії, де проходили підготовку в тренувальному таборі організації Руху за національне визволення Палестини. Проте через зухвалу поведінку Баадера та його відмову вдягнути бойову уніформу (навіть на військових навчаннях той носив модні оксамитові штани) він вступив у конфлікт із палестинськими бойовиками, які зрештою попросили групу покинути табір.
У 1972 році Енслін була причетна до терактів із використанням вибухівки, які члени RAF назвали «травневим наступом», внаслідок якого загинуло чотири особи, а також до цілої серії крадіжок зі зломом, пограбувань банків і викрадень транспортних засобів у різних містах Західної Німеччини.

### Арешт і смерть
7 червня 1972 року Енслін було заарештовано в модному бутику Гамбурга, коли персонал побачив у її куртці зброю і викликав поліцію. Енслін доправили до спеціально збудованого крила суворого режиму в'язниці Штаммгайм. Суди над нею та іншими членами RAF відбувалися у нещодавно збудованій багатофункціональній залі.
Всупереч звичайним тюремним правилам, ув'язнені терористи, як жінки, так і чоловіки, розміщувалися на одному поверсі, але в окремих камерах. Під час «вільної години» ув'язнені мали можливість користуватися загальним тюремним двором. Їм дозволялося користуватися програвачами платівок, радіоприймачами й іноді телевізорами, їм також видавали сотні журналів і книг.
Незважаючи на порівняно легші умови утримання, терористам вдалося, зокрема за допомогою голодування, створити у громадськості враження, що їх ізолюють і катують. Вони представили себе жертвами системи правосуддя і домоглися широкої хвилі солідарності. Замість того щоб дозволити незалежну звітність про умови утримання у в'язницях, система правосуддя продовжувала ізолювати злочинців, тим самим підтримуючи таким чином міф про тортури в одиночних камерах.
У квітні 1977 року Гудрун Енслін було засуджено до довічного ув'язнення Вищим земельним судом Штутгарта, проте рішення не було остаточним через очікування на розгляд апеляції.
Друге покоління RAF намагалося звільнити членів своєї організації шляхом терактів. Так, у 1975 році в Стокгольмі члени RAF захопили заручників у посольстві Німеччини. У 1977 році терористи викрали і згодом вбили президента Федерального союзу асоціацій роботодавців Німеччини Ганса-Мартіна Шлейєра, а також захопили пасажирський літак «Ландсхут». Цими діями RAF намагалася змусити керівництво країни звільнити Енслін та інших терористів, однак федеральний уряд під керівництвом Гельмута Шмідта не пішов на поступки.
В ніч проти 18 жовтня 1977 року західнонімецький спецпідрозділ GSG 9 штурмував захоплений терористами літак і звільнив усіх заручників. Дізнавшись про це, Гудрун Енслін, Андреас Баадер і Ян-Карл Распе тієї ж ночі наклали на себе руки у своїх камерах. Распе і Баадер застрелилися з пронесених до в'язниці адвокатом пістолетів, Енслін повісилася за допомогою кабелю від гучномовця, а Ірмгард Меллер, єдина учасниця RAF, що вижила в ту ніч, завдала собі кілька ударів у груди вкраденим столовим ножем. Вона пережила спробу самогубства і відтоді заявила, що смерті інших терористів були не самогубствами, а позасудовими стратами, вчиненими тодішнім урядом Західної Німеччини, що рішуче заперечувалося як колишнім, так і нинішнім урядами Німеччини.
Незважаючи на протести, обербургомістр Штутгарта Манфред Роммель розпорядився поховати Баадера, Енслін і Распе у спільній могилі на кладовищі Дорнхальден. Панахида відбулася 27 жовтня 1977 року. Дерев'яні труни привезли на цвинтар лише незадовго до поховання, при цьому нікому не сказавши, в якій труні чиє тіло.